# Doctor Mindbender
Dr. Mindbender es un personaje ficticio de la línea de juguetes, cómics y series animadas G.I. Joe: A Real American Hero. Es un científico que trabaja para la organización terrorista Cobra; Al igual que otros personajes del universo ficticio, su caracterización ha fluctuado desde la de un villano cómico hasta la de un fascista peligroso según el lanzamiento. A menudo se alía con el Comandante Cobra y Destro. En su primera aparición en una película de acción real en 2009, fue interpretado por el actor estadounidense Kevin J. O'Connor.

## Perfil
El Dr. Bender fue en un momento un ortodoncista amante de la paz. Él construyó una máquina para aliviar el dolor dental, usando estimulación eléctrica de ondas cerebrales. Desafortunadamente, lo probó en sí mismo y se volvió loco, lo que provocó que se volviera odioso, engañoso y vanidoso. Aunque experimentó daño cerebral, conservó su sentido de la habilidad científica y el intelecto, desafortunadamente eligió usarlo para propósitos del mal. El Dr. Mindbender abandonó su práctica y unió fuerzas con Cobra, dedicando todo su tiempo a perfeccionar su cerebro digital. Es un maestro del control mental y la interrogación, pero su experiencia también incluye genética, clonación, ortodoncia y algo de cibernética.

## Juguetes
El Doctor Mindbender se lanzó por primera vez como una figura de acción en 1986. El juguete del Dr. Mindbender tenía el torso desnudo, pantalones morados y tirantes de cuero con tachuelas de metal. 
En 1993 se lanzó una nueva versión de Doctor Mindbender (que aparece más mejorada cibernéticamente, con un atuendo amarillo y morado) como parte de la línea Battle Corps.
En noviembre de 2014, el G.I. Joe Collector's Club anunció que su figura de membresía exclusiva de 3,75 "de 2015 sería una figura Arctic Doctor Mindbender, basada directamente en su aparición en G.I. Joe: The Movie.

## Serie de historietas

### Marvel Comics
En la serie de Marvel Comics G.I. Joe, aparece por primera vez en el número 44, como "Dr. Brain-Wave". Mindbender se convirtió en el oficial científico principal de Cobra, después de que su predecesor, Doctor Venom fue muerto en acción. El crea los Battle Android Troopers (B.A.T.s), y también realiza varias modificaciones a la preciada creación de Venom, el Brainwave Scanner.
El Dr. Mindbender también crea el Serpentor de clones compuestos en un intento de diseñar al soldado definitivo. Él y otros agentes de Cobra allanan las tumbas de destacados líderes militares, como Genghis Khan y Alejandro Magno, en busca de ADN. Dr. Mindbender también aprovecha la oportunidad para agregar el ADN del ninja Storm Shadow. Mindbender sirve lealmente a Serpentor. Mindbender analiza las fotos satelitales de Cobra y junta la ubicación de la nueva base de Joe en Utah. Una guerra civil, entre Serpentor y Fred VII, un Crimson Guardsman haciéndose pasar por el Comandante Cobra, estalla en la Isla Cobra. Cuando Serpentor es asesinado por Zartan, Mindbender cambia de bando y se convierte en asesor de Fred VII. Incluso entonces no fue leal, escuchando un plan que aparentemente permitiría clonar al Comandante Cobra.
Finalmente, el Comandante Cobra original, que no es un clon, regresa y arroja a todos los traidores percibidos, incluido Mindbender, a un carguero sin salida al mar en la isla Cobra. Mindbender logra preservar el cuerpo de Serpentor, que muchos pensaban que estaba destruido. El carguero en sí se entierra dentro de una montaña. Aunque se ideó un plan de escape, Mindbender, junto con algunos de los otros traidores, muere de botulismo antes de que pueda implementarse.
Sin embargo, más tarde fue clonado y regresa para servir lealmente al Comandante Cobra por un tiempo. El clon reconoce a Megatron como un Decepticon (aunque no necesariamente como el mismo Megatron) cuando es reanimado por primera vez, en una referencia a la serie de cómics por Marvel G.I. Joe y los Transformers en la década de 1980. El clon de Mindbender fue creado por el Comandante Cobra aproximadamente al mismo tiempo que el lanzamiento de la serie de cómics Transformers: Generation 2, y Megatron y varios Autobots aparecen en algunos números de G.I. Joe al mismo tiempo.

### Devil's Due
Mindbender juega un papel importante en el primer arco argumental de la serie G.I. Joe: Frontline. Esto tiene lugar en las últimas semanas de la encarnación original del Equipo G.I. Joe. Las fuerzas Cobra se han consolidado en el castillo de Destro. Mindbender se involucra en gran medida en los trucos y engaños que resultan, cuando las fuerzas de Cobra luchan contra G.I. Joe en todo el castillo por el control de un arma espacial.
Varios años después, Cobra se reorganiza. Uno de los nuevos proyectos de Mindbender es un nuevo y más potente Battle Android Trooper. Esto es robado por el mercenario ninja Firefly.
Cuando Serpentor regresa, liderando una facción renegada llamada The Coil, Mindbender regresa al lado de su creación. Cuando Serpentor es derrotado nuevamente, Mindbender es capturado, pero logra convencer al Comandante Cobra de que le perdone la vida, ofreciéndole el control de su última creación, un arma de destrucción masiva llamada Tempestad.
Mindbender termina corriendo sobre la Isla Cobra, intentando y fallando en escapar con el agente de Joe, Barrel Roll. Se ve a Mindbender corriendo hacia el bosque, perseguido por Cobra Vipers.
El Comandante obtiene el control de la Tempestad. También le dispara a Mindbender por la espalda, matándolo. Según el Data Desk, Mindbender está enterrado en una tumba sin nombre en Potter's Field, compartiendo el mismo destino que el Dr. Venom, el científico loco que reemplazó.

### IDW Comics
Se muestra que el Dr. Mindbender ha desempeñado un papel en muchos de los principales descubrimientos científicos a lo largo del siglo XX (incluido el desarrollo de la bomba atómica y algo que se sugiere encarecidamente como la implementación de la vacuna contra la polio). Su principal motivación es explotar al máximo las capacidades intelectuales humanas para que la humanidad pueda reemplazar a Dios.

### G.I. Joe 2019
En este universo alternativo, el Doctor Mindbender es el ejecutor científico de Cobra, que ha conquistado la mayor parte del mundo libre. Mayor Bludd descubre que Mindbender y muchas otras fuerzas Cobra están trabajando con el proveedor de armas Destro, que se considera traidor. Bludd forma una amistad incómoda con Mindbender. Ambos temen que el idealismo del Comandante Cobra amenace su inestable control sobre lo que sí controla.

## Novelas
El Dr. Mindbender es el villano principal de la novela de G.I. Joe Operation: Mindbender de un libro de juegos (ISBN 0-345-33786-7). En la historia, Mindbender perfecciona un proceso de lavado de cerebro que hace que los miembros de G.I. Joe ataquen violentamente a sus amigos y aliados.  

## Serie animada

### Sunbow
Mindbender es el principal interrogador y oficial científico de Cobra. El odia al Comandante Cobra, quien lo llama "Fender-Bender". En su primera aparición, la miniserie de la segunda temporada "¡Levántate, Serpentor, Levántate!", Se muestra que es el inventor de los B.A.T. y le dice al Comandante Cobra que habrían sido útiles contra G.I. Joe si se hubieran implementado correctamente. Inspirado por un sueño extraño y recurrente, Mindbender decide crear un nuevo líder para Cobra. El colabora con Destro y Tomax y Xamot en un complot para obtener muestras de ADN de las mejores mentes militaristas de la historia, porque siente que Cobra necesita un líder que pueda inspirar coraje en sus tropas cobardes. Mindbender intenta robar el ADN del general chino Sun Tzu, pero el robo es frustrado por el Sgt. Slaughter, cuyo ADN Mindbender pretende utilizar como sustituto. Mientras roban la tumba de Genghis Khan, Mindbender tiene al sargento. Slaughter atraído para ser capturado. A pesar del Comandante Cobra y el sargento. Los intentos de Slaughter de sabotear su experimento, Mindbender tiene éxito, lo que resulta en la creación de Serpentor.
El Doctor Mindbender es fácilmente el miembro más leal de Serpentor del Alto Mando de Cobra (y como tal, Serpentor confiaba en el Doctor Mindbender al máximo del Alto Mando de Cobra, incluso siendo excepcionalmente indulgente si el fracaso de una misión es culpa de Mindbender), pero hay momentos en los que considera que el monarca como un "mocoso malcriado".
Se convierte en un personaje recurrente en la temporada 2. En sus apariciones, Mindbender a menudo está a cargo de los proyectos científicos de Cobra y trabaja con Serpentor o los Dreadnoks. Inventa máquinas o armas para usar contra los Joes, como el Sombulator que provoca pesadillas y un órgano que controla las emociones con su música. El Dr. Mindbender tuvo un papel importante en "My Brother's Keeper", en la que recluta al científico Jeremy Penser para ayudar a reparar un dispositivo llamado Voltronic Galaxitor.

#### G.I. Joe: The Movie
En la película animada de 1987 G.I. Joe: The Movie, se revela que la idea de crear a Serpentor fue plantada en el cerebro de Mindbender por Golobulus (el líder de Cobra-La) usando un "Motivador psíquico". El Doctor Mindbender parece indignado por esto, ya que había pensado en Serpentor como su propia creación, pero rápidamente se alinea y comienza a servir a Cobra-La. Doctor Mindbender está presente en la batalla final con Cobra y Cobra-La contra los Joes.

### Spy Troops y Valor vs. Venom
En la nueva continuidad establecida por las películas animadas CGI, el Doctor Mindbender una vez más se desempeña como científico jefe de Cobra. En G.I. Joe: Spy Troops, crea un Battle Android Trooper nuevo y mejorado, y usa la tecnología robada de GI Joe para crear auriculares que permiten a Destro y Storm Shadow controlar los B.A.T. en la batalla. Doctor Mindbender también está trabajando en Venom Troopers, pero finalmente pierde toda su investigación cuando se destruye la base Cobra. El Comandante Cobra le dice con ligereza que empiece de nuevo, dejando al Doctor Mindbender sorprendido y horrorizado por tal sugerencia.
Para G.I. Joe: Valor vs. Venom, el Doctor Mindbender ha reconstruido toda su investigación, y el proyecto Venom ahora está en pleno funcionamiento. Gracias al genio del Doctor Mindbender, Cobra comienza a secuestrar personas de todo el mundo y las convierte en híbridos animal/humano. Doctor Mindbender advierte al Comandante Cobra sobre poner demasiado veneno en un solo sujeto, pero el comandante lo ignora. El General Hawk capturado se transforma en Venomous Maximus, un ser tan poderoso que rápidamente toma el poder de Cobra con la ayuda de Overkill. El Comandante Cobra y Doctor Mindbender son capturados por Maximus y Overkill. Mientras los Joes atacan mientras Maximus va a lanzar su misil Venom, el Doctor Mindbender se ve obligado a unir fuerzas con su rival G.I. Joe, Hi-Tech, y trabajar contra Maximus. Invierten la polaridad de los misiles Venom, que a su vez destruyen la base de Cobra. En la confusión que siguió a la batalla, el Doctor Mindbender escapa.

### Sigma 6
Doctor Mindbender no apareció en G.I. Joe: Sigma 6. En cambio, Overkill ha asumido su papel como científico jefe de Cobra.

### Renegades
En G.I. Joe: Renegades, el Doctor Mindbender aparece como un joven biocientífico llamado Dr. Brian Bender, buscado por sus experimentos ilegales. Contratado por el Comandante Cobra, Mindbender usa las conexiones de Industrias Cobra para permitir que su líder se vuelva inmortal para engañar a la muerte. En el proceso, Mindbender desarrolló Bio Vipers, que serviría como el poder militante de Cobra. Sin embargo, los Joe se infiltraron en el laboratorio donde Mindbender creó la primera generación de Bio-Vipers y Ripcord se sacrificó para destruirlo. Aunque se pensaba que estaba muerto, Mindbender encontró el cuerpo comatoso de Ripcord y se enteró de que el joven absorbió materia Bio-Viper y se convirtió en un híbrido humano/Bio-Viper para ayudarlo en su investigación. Durante la primera temporada, perseguido por los Joes, Mindbender buscó mejorar sus Bio-Vipers explorando una variedad de formas, incluida la captura de Tomax y Xamot para usar su habilidad psíquica para modificar los Bio-Vipers.
En "Prodigal", cuando los Joes encuentran un Ripcord amnésico y lo sacan del hospital, Mindbender le aseguró al Comandante Cobra que esta sería una buena oportunidad para probar la forma Bio-Viper de Ripcord en los Joes usando los Cobra Drones para tomar el control a través del chip de control en Ripcord. Pero cuando Ripcord se libera de su control, el Comandante Cobra decide que Serpentor devore a Mindbender por fallarle. Sin embargo, Mindbender se apresura a recordarle al Comandante Cobra que todavía lo necesita para engañar a la muerte cuando amenaza con exponer su condición a los otros subordinados. Aunque el Comandante Cobra permite que Mindbender viva por ahora mientras lo castiga con una descarga eléctrica de su bastón, prometiéndole al médico que la recuperación de Ripcord es vital para que ambos vivan.
En "La anomalía", el Doctor Mindbender intenta crear su híbrido humano/Bio-Viper. El primero parece desmoronarse pero en realidad se une en las alcantarillas. Cuando Sewer Viper se confunde con un monstruo de alcantarillado en Nueva York, Cobra Commander envía al Doctor Mindbender a reclamarlo porque enviar a algunos de los soldados de élite de Cobra terminaría rastreando a Sewer Viper hasta Cobra Industries. El Doctor Mindbender se las arregla para traer algunas Bio-Vipers e instalar un mecanismo de seguridad en las Bio-Vipers que haría que explotaran lo suficiente como para arrasar una sección de la ciudad en caso de que el casco neuro-link del Doctor Mindbender se separe de él. Cuando sus Bio-Vipers lograron atrapar a los Joes y al hermano de Tunnel Rat en el metro, el Doctor Mindbender usa su casco neuro-link para tomar el control de Ripcord. Cuando Sewer Viper ataca, Doctor Mindbender intenta tomar el control solo para que no tenga un chip de control. Sewer Viper logra quitar el chip de control de la cabeza de Ripcord, liberándolo del control del Doctor Mindbender. Ripcord logra destruir el casco neuro-link y estaba a punto de vengarse del Doctor Mindbender por lo que hizo por él solo para que Duke interviniera. Cuando los Bio-Vipers comienzan a explotar, Sewer Viper termina sacrificándose para absorber la explosión mientras el Doctor Mindbender escapa.
En "Revelations" de dos partes, Doctor Mindbender y Destro terminan trabajando en la reconstrucción del dispositivo M.A.S.S. en el que trabajó el padre de Scarlett, el profesor Patrick O'Hara, mientras intentaba replicar el cristal necesario para alimentarlo. Scarlett y Snake Eyes luchan contra la Baronesa y Doctor Mindbender en la habitación donde está el dispositivo M.A.S.S. antes de que las Bio-Vipers los restrinjan para que Scarlett pueda verse obligada a ingresar el código del dispositivo M.A.S.S. usando Snake Eyes como cebo. El dispositivo M.A.S.S. es un éxito cuando el profesor Patrick O'Hara emerge del dispositivo M.A.S.S. Después de que Snake Eyes termina destruyendo el M.A.S.S. Device, su destrucción provoca un agujero de gusano que succiona a la Baronesa y al Doctor Mindbender. Se desconoce qué les sucedió.

## Película de acción real
Doctor Mindbender también aparece en un flashback en la película de 2009 G.I. Joe: The Rise of Cobra, interpretado por Kevin J. O'Connor. En el resto de la película, se da a entender que el personaje conocido como 'El Doctor' es el Doctor Mindbender por su monóculo característico. Se revela que pasó los secretos de la nanotecnología a Rex Lewis (interpretado por Joseph Gordon-Levitt), quien era 'El Doctor' antes de asumir su personalidad del Comandante Cobra. Su destino en la película no está claro; su laboratorio es destruido (lo que lleva a la cicatrización severa del Comandante), pero Rex le dice a Duke que el Doctor Mindbender lo entrenó en nanotecnología después del ataque. En el lanzamiento del DVD, un diálogo adicional indica que el Doctor Mindbender sobrevivió y el director Stephen Sommers señala en el comentario que existe una buena posibilidad de que Doctor Mindbender regrese en una secuela. Sin embargo, él no aparece en G.I. Joe: Retaliation.

## Cultura popular
- Doctor Mindbender aparece en el episodio de Robot Chicken, "Joint Point", con la voz de Seth Green. En un segmento documental que parodia el Terror Drome al estilo de The Office, el Doctor Mindbender explica cómo dirige una clase para entrenar a los nuevos reclutas de la Organización Cobra.
- La figura recibe una breve mención en la colección de ensayos de no ficción de Stephen King Companion.[24]
- El personaje se describe en la página 128 de la revista The New Yorker. Volumen 62, 1986.
- Otra mención se hace en el libro Out of the Garden: Toys and Children's Culture in the Age of TV Marketing.[25]